# Малый зал Московской консерватории
Ма́лый зал Моско́вской консервато́рии ― концертный зал в Москве. Открыт 25 октября (6 ноября) 1898 года в здании, построенном в 1895―1901 годах по проекту архитектора В. П. Загорского. На открытии были исполнены произведения П. И. Чайковского — в связи с пятилетием со дня его смерти.
Первоначально на сцене Малого зала стоял орган работы немецкого мастера Фридриха Ладегаста, подаренный консерватории ещё в 1886 году. В 1959 году он был заменён на изготовленный в ГДР орган фирмы Alexander Schuke Potsdam Orgelbau. Орган Ладегаста сейчас находится в музее Музее музыкальной культуры имени М. И. Глинки и считается старейшим в России действующим органом.
Изначально в зале было установлено 500 кресел. К началу 1980-х годов в зале было 444 места, и он являлся основным камерным залом Московской филармонии. Сейчас в зале 436 мест.
Малый зал находится в левом флигеле Московской консерватории (ныне Первый учебный корпус им. С. И. Танеева). На стенах первого фойе установлены мраморные доски с именами всех закончивших консерваторию с золотой медалью (однако список, начинающийся с 1875 г., обрывается на 1949 г., а дальше — пустая мраморная доска). С 2010 года в этом фойе находится макет Малого зала. Во втором фойе имеется выставка, посвящённая основателю Московской консерватории Н. Г. Рубинштейну. Барельефный портрет Н. Г. Рубинштейна установлен и над аркой эстрады Малого зала. Стены зала украшены лепными изображениями музыкальных инструментов. Зал поделён на балкон и партер. Он обладает хорошей акустикой.
В 2020 году в Малом зале установлен бюст Александра Скрябина.